# Ken Krolicki
Ken Krolicki (Tokyo, 15 marzo 1996) è un calciatore giapponese con cittadinanza statunitense, di ruolo centrocampista.

## Biografia
Krolicki nasce a Tokyo, essendo figlio di padre polacco-americano e di madre giapponese.

## Carriera

### Montréal Impact
Il 21 gennaio 2018 viene selezionato dai canadesi del Montréal Impact come 53ª scelta agli MLS SuperDraft, firmando il primo contratto da professionista.
Il 4 marzo esordisce da professionista in MLS partendo da titolare nel match contro i Vancouver Whitecaps.
Il 1º febbraio 2022 viene ingaggiato dal Bentleigh Greens, club australiano militante in Victorian Premier League, seconda divisione del calcio australiano. Dopo una ventina di presenze col club australiano, il 1º gennaio 2023 rimane svincolato.

## Statistiche

### Presenze e reti nei club
Statistiche aggiornate al 1º gennaio 2023.
| Stagione               | Squadra                | Campionato             | Campionato | Campionato | Coppe nazionali | Coppe nazionali | Coppe nazionali | Coppe continentali | Coppe continentali | Coppe continentali | Altre coppe | Altre coppe | Altre coppe | Totale | Totale |
| Stagione               | Squadra                | Comp                   | Pres       | Reti       | Comp            | Pres            | Reti            | Comp               | Pres               | Reti               | Comp        | Pres        | Reti        | Pres   | Reti   |
| ---------------------- | ---------------------- | ---------------------- | ---------- | ---------- | --------------- | --------------- | --------------- | ------------------ | ------------------ | ------------------ | ----------- | ----------- | ----------- | ------ | ------ |
| 2018                   | Montréal Impact        | MLS                    | 24         | 0          | CC              | 2               | 0               |                    | -                  | -                  |             | -           | -           | 26     | 0      |
| 2019                   | Montréal Impact        | MLS                    | 10         | 0          | CC              | 4               | 0               |                    | -                  | -                  |             | -           | -           | 14     | 0      |
| Totale Montréal Impact | Totale Montréal Impact | Totale Montréal Impact | 34         | 0          |                 | 6               | 0               |                    | -                  | -                  |             | -           | -           | 40     | 0      |
| 2020                   | Portland Timbers 2     | USLC                   | 8          | 0          |                 | -               | -               |                    | -                  | -                  |             | -           | -           | 8      | 0      |
| 2022                   | Bentleigh Greens       | NPL                    | 20         | 0          | FFA Cup         | 2               | 1               |                    | -                  | -                  |             | -           | -           | 22     | 1      |
| Totale carriera        | Totale carriera        | Totale carriera        | 62         | 0          |                 | 8               | 1               |                    | -                  | -                  |             | -           | -           | 70     | 1      |

## Palmarès

### Competizioni nazionali
- Canadian Championship: 1

Montréal Impact: 2019

### Competizioni regionali
- Dockerty Cup: 1

Bentleigh Greens: 2022